# Kasmír-csuszka
A Kasmír-csuszka (Sitta cashmirensis) a verébalakúak (Passeriformes) rendjébe, ezen belül a csuszkafélék (Sittidae) családjába tartozó faj.
A magyar név forrással nincs megerősítve, lehet, hogy az angol név tükörfordítása (Kashmir Nuthatch).

## Előfordulása
Afganisztán, India, Nepál és Pakisztán területén honos. A természetes élőhelye szubtrópusi és trópusi hegyi esőerdők, 1800-3350 méter tengerszint közötti magasságban.

## Megjelenése
Testhossza 12 centiméter.